# Шуклины
Шуклины — дворянский род.
Восходит к началу XVII в. и записан в VI ч. родословной книги Смоленской губернии.

## Известные представители
Шуклин Лев Прокопьевич (1835 г.р.) — дворянин Тобольской губернии, произведен 23.8.1854 г. из фельдфебелей Сибирского Кадетского корпуса в прапорщики 21-й конно-артиллерийской роты Сибирского линейного казачьего войска. На 1869 г. штабс-капитан, был исполняющим должность смотрителя старшего помощника Павлодарского уездного воинского начальника. Позже упоминается как чиновник особых поручений по Семиреченской области.
Шуклин Александр Прокопьевич (1828 г.р.) — дворянин Тобольской губернии, произведен 26.9.1848 г. из унтер-офицеров Сибирского Кадетского корпуса в прапорщики 9-го Сибирского линейного батальона. На 1866 г. был штабс-капитаном 4-го Западно-сибирского линейного батальона, субалтерн-офицер.
Шуклин Николай Львович (1865 г.р. — 4.8.1896 г.с.) — сын штабс-капитана Тобольской губернии Льва Прокопьевича. На 1894 г. был поручиком 1-го Западно-сибирского линейного батальона. Умер в Семипалатинске.

## Описание герба
В щите, имеющем голубое поле, находится в серебряных латах воин, держащий пред собою в правой руке серебряную саблю. Щит увенчан дворянскими шлемом и короной, на поверхности которой изображён золотой крест и по сторонам его два чёрных орлиных крыла.
Намёт на щите голубой, подложенный серебром. Герб рода Шуклиных внесён в Часть 7 Общего гербовника дворянских родов Всероссийской империи, стр. 73.